# Skorupki (Ryn)
Skorupki (deutsch Skorupken, 1927 bis 1945 Schalensee) ist ein Ort in der polnischen Woiwodschaft Ermland-Masuren und gehört zur Stadt- und Landgemeinde Ryn (Rhein) im Powiat Giżycki (Kreis Lötzen).

## Geographische Lage
Skorupki liegt am Ostufer des Talter Gewässers (polnisch Jezioro Tałty) in der östlichen Mitte der Woiwodschaft Ermland-Masuren. Die Kreisstadt Giżycko (Lötzen) ist 24 Kilometer in nordöstlicher Richtung entfernt, bis zur Stadt Ryn (Rhein) sind es sieben Kilometer in nordwestlicher Richtung.

## Geschichte
Das Jahr 1494 gilt als Gründungsjahr von Skorupken (um 1785: Skorupcken), als nämlich Rudolf von Diepoltskirchen ein Dienstgut über 15 Hufen in Skorupken verschrieb. Das kleine Dorf bestand aus mehreren großen und kleinen Höfen.
Zwischen 1874 und 1945 war Skorupken in den Amtsbezirk Lawken (polnisch Ławki) eingegliedert. Dieser – 1938 in „Amtsbezirk Lauken“ umbenannt – war Teil des Kreises Lötzen im Regierungsbezirk Gumbinnen (1905 bis 1945: Regierungsbezirk Allenstein) in der preußischen Provinz Ostpreußen.
1874 wurde Skorupken dem Standesamt in Orlen (polnisch Orło) zugeordnet, nach dessen Auflösung 1913 bis 1945 dem Standesamt in Rhein (Ryn).
Im Jahre 1910 zählte das Dorf 210 Einwohner. Aufgrund der Bestimmungen des Versailler Vertrags stimmte die Bevölkerung im Abstimmungsgebiet Allenstein, zu dem Skorupken gehörte, am 11. Juli 1920 über die weitere staatliche Zugehörigkeit zu Ostpreußen (und damit zu Deutschland) oder den Anschluss an Polen ab. In Skorupken stimmten 140 Einwohner für den Verbleib bei Ostpreußen, auf Polen entfielen keine Stimmen.
Am 28. Juni 1927 erhielt es die Umbenennung in „Schalensee“. Die Einwohnerzahl verringerte sich bis 1933 auf 157 und betrug 1939 nur noch 93.
Mit dem gesamten südlichen Ostpreußen kam der Ort 1945 in Kriegsfolge zu Polen und trägt seitdem die polnische Namensform „Skorupki“. Heute ist es eine Ortschaft im Verbund der Stadt- und Landgemeinde Ryn (Rhein) im Powiat Giżycki (Kreis Lötzen), vor 1998 der Woiwodschaft Suwałki, seither der Woiwodschaft Ermland-Masuren zugeordnet.

## Kirche
Bis 1945 war Skorupken resp. Schalensee in die Evangelische Pfarrkirche Rhein in der Kirchenprovinz Ostpreußen der Kirche der Altpreußischen Union un din die katholische Pfarrkirche St. Adalbert in Sensburg (polnisch Mrągowo) im Bistum Ermland eingepfarrt. Heute gehört Skorupki zur evangelischen Pfarrkirche in Ryn in der Diözese Masuren der Evangelisch-Augsburgischen Kirche in Polen bzw. zur katholischen Pfarrkirche Unbefleckte Empfängnis Mariä in Ryn im Bistum Ełk (Lyck) der Römisch-katholischen Kirche in Polen.

## Schule
Aufgrund der Schulreform Friedrich Wilhelms I. von 1717 wurde in Skorupken eine Schule gegründet. Die Volksschule wurde 1945 einklassig geführt.

## Verkehr
Skorupki ist von der Woiwodschaftsstraße DW 642 zu erreichen, von der bei Ryński Dwór (Rheinshof) eine Nebenstraße nach Rybical (Rübenzahl) abzweigt, die dann als Landweg bis nach Skorupki führt. Eine Bahnanbindung existiert nicht.